# Гвардейське (Кабардино-Балкарія)
Гвардейське (рос. Гвардейское) — село у Прохладненському районі Кабардино-Балкарії Російської Федерації.
Орган місцевого самоврядування — сільське поселення Ульяновське. Населення становить 421 особа.

## Історія
Згідно із законом від 27 лютого 2005 року органом місцевого самоврядування є сільське поселення Ульяновське.

## Населення
| 1970 | 1989 | 2002 | 2010 |
| ---- | ---- | ---- | ---- |
| 458  | ↗488 | ↘428 | ↘421 |